# Jairo Fernández Quessep
Jairo Fernández Quessep (Sincelejo, 25 de octubre de 1957) es un político colombiano, miembro del Partido de la U. Fue Representante a la Cámara por Sucre, entre 2006 y 2009, y Alcalde Municipal de Sincelejo para el periodo 2012–2015.

## Biografía
Obtuvo el título profesional en Administración de Empresas, por la Corporación Unificada Nacional de Educación Superior (CUN) de Bogotá.
Se desempeñó como Concejal de Sincelejo durante 11 años consecutivos, entre los periodos 1995 a 2006. Posteriormente fue Congresista de la Cámara de Representantes de Colombia en el periodo 2006-2010. Allí, hizo parte de la Comisión Segunda de la Cámara de Representantes en el Congreso de la República de Colombia.
También fue Alcalde de Sincelejo para el periodo 2012 – 2015, elegido en las Elecciones regionales de Colombia de 2011 con 54.727 votos frente a sus contendores Carlos Vergara Montes (51.491 votos) y Aris Manuel Aguas Jiménez (2.072 votos).

## Controversias
El 13 de agosto de 2009, tras una demanda de nulidad del acto que declaró la elección de Jairo Fernández Quessep como representante a la Cámara, la Sala de lo Contencioso Administrativo Sección Quinta del Consejo de Estado, procedió a dictar sentencia de única instancia en el proceso de nulidad electoral, declarando la nulidad del acto de su elección por irregularidades en el aval otorgado por el partido político a Fernández Quessep.